# Odile Cornuz

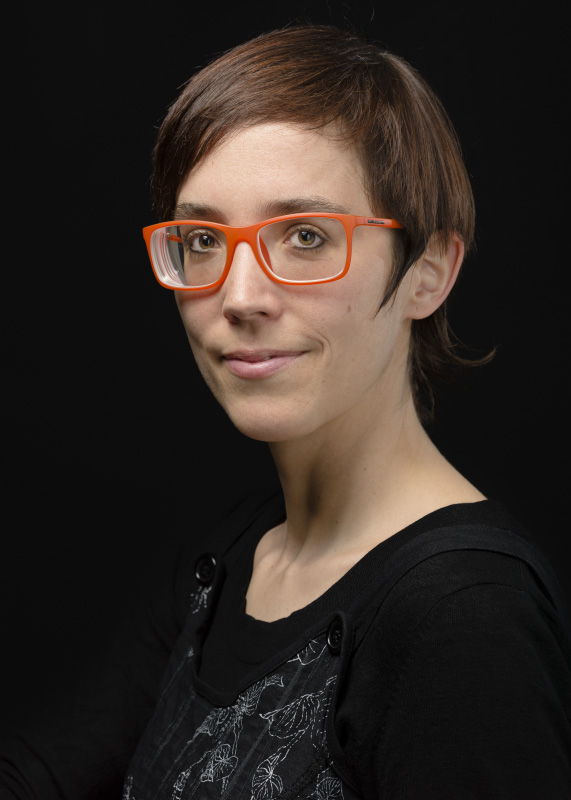
Odile Cornuz, 2016

Odile Cornuz (* 6. Juli 1979 in Moudon im Kanton Waadt) ist eine Schweizer Schriftstellerin.

## Leben
Odile Cornuz ist im Kanton Neuenburg aufgewachsen. Ihr Literaturstudium schloss sie 2014 an der Universität Neuenburg mit dem Doktorat ab.
Sie verfasst Prosatexte, die sie auch in eigenen Lesungen vorträgt, Theaterstücke und Radiohörspiele.
Cornuz lebt in Neuenburg.

## Auszeichnungen
- 2001: Grand prix Paul-Gilson
- 2003: Stipendienaufenthalt beim Royal Court Theatre in London
- 2010: Prix Anton
- 2019: Prix Auguste Bachelin

## Werke

### Prosa
- Terminus, Lausanne 2005; Neuausgabe 2013, ISBN 978-2-8251-4390-2
- Biseaux, Genf 2009; Neuausgabe 2016, ISBN 978-2-940518-32-6
- Pourquoi veux-tu que ça rime?, Genf 2014, ISBN 978-2-940518-14-2
- Ma Ralentie, Genf 2018, ISBN 978-2-940518-52-4

### Theater
- Mues à vau-l’eau, 2003
- Saturnale, 2003
- Amants / Amis / Ennemis, London 2003
- Sous lune noire, 2003
- Le concours, 2004
- L’Espace d’une nuit, 2005
- Haut vol; deutsch als: Einbruch, Bern 2009
- Cicatrice, 2007
- Dans les recoins des jours, 2008
- Morceau de nuit (Libretto), 2011
- G(h)ostel, 2012
- Biseaux reloaded, 2013
- T’as quoi dans le ventre?, 2016
- L’Eclipse du coq, 2017
- Truc, 2018
- Vingt ans de Passage!, 2021
- Percées, 2021

### Hörspiele
- La nuit des chiffres, 2000
- Improbable cautère, 2000
- Le Bal des torgnoles, 2001
- La Confession, 2001
- Terminus I/II/III, 2001/2002
- Passion silence, 2002
- Bribes de ville au cœur, 2005
- Bref, 2006
- Rage, 2006
- Paroles, 2006
- La dispute, 2006
- Haut vol, 2010
- Peu de tendre, 2011
- Lettre à Rousseau, 2012
- Pourquoi veux-tu que ça rime?, 2013